# Uleåborgs universitet
Uleåborgs universitet (finska: Oulun yliopisto) är ett universitet beläget i Uleåborg i norra Finland.

## Historik
Universitetet invigdes 8 juli 1958, men den egentliga undervisningen inleddes först 1959. Vid universitetet studerar omkring 13 000 studenter och personalen uppgår till ungefär 2 900. Omkring 2 700 utexamineras varje år. Förutom i Uleåborg finns ytterligare fler avdelningar utlokaliserade till andra orter i norra delen av landet.
Till universitetets humanistiska fakultet är knutet Giellagasinstitutet, med ett finländskt nationellt ansvar att ge undervisning i samiska språk och samiska kulturen och att forska om ämnen av samiskt intresse.

## Fakulteter
- Humanistiska fakulteten
- Pedagogiska fakulteten
- Naturvetenskapliga fakulteten
- Medicinska fakulteten
- Ekonomiskvetenskapliga fakulteten
- Tekniska fakulteten
- Informationsteknologi och elektroteknik fakulteten
- Biokemi och molekylär medicin fakulteten